# 阿倍豆余里
阿倍 豆余里（あべ の つより、生没年不詳）は、奈良時代の女官。姓は朝臣。官位は女孺・正五位上。名は都予利とも表記される。

## 経歴
淳仁朝の天平宝字8年（764年）正月に、女孺で従六位下から従五位下に昇叙。その後、時期は不明だが正五位下に進み、称徳朝の天平神護元年（765年）正月、藤原仲麻呂の乱の後の論功行賞で、大野仲仟らとともに正五位上・勲四等に叙せられる。

## 官歴
『続日本紀』による
- 時期不詳：従六位下・女孺
- 天平宝字8年（764年）正月7日：従五位下
- 時期不詳：正五位下
- 天平神護元年（765年）正月7日：正五位上・勲四等